# Conrad II von Hüsten

Wapen Kettler / von Ketteler

Conrad II von Hüsten (ca. 1220 - voor 1295) was heer van Hüsten en burgman op Haus Hüsten. Conrad was een zoon van Conrad I von Hüsten.
Hij trouwde met ene Heilwig waarvan de achternaam niet wordt genoemd. Uit zijn huwelijk is het volgende kind geboren:
- Rutger I von Hüsten (ca. 1245 - na 1300)

De familienaam Ketteler of Kettler werd toegevoegd vanaf Conrad III.

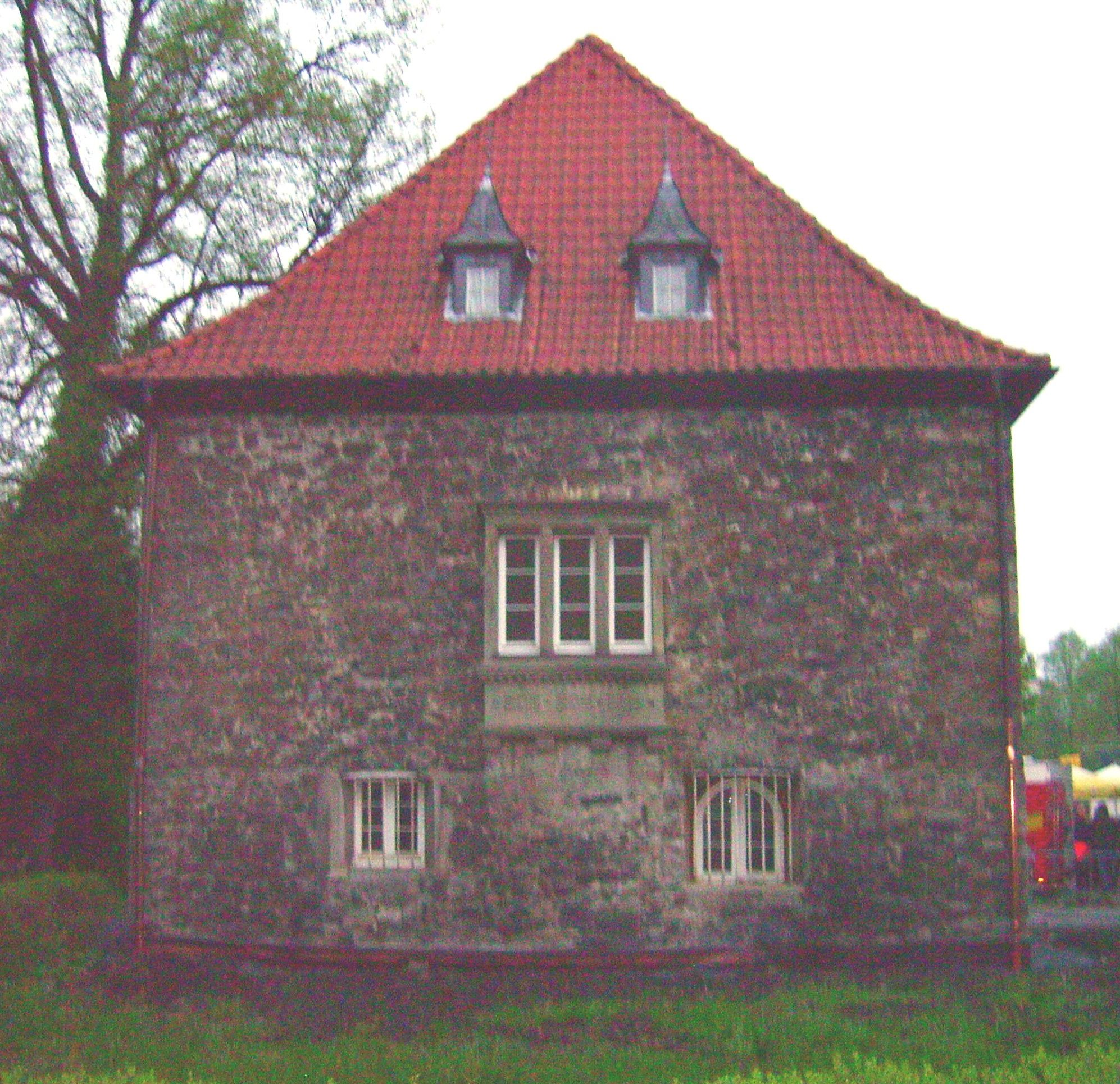
Haus Hüsten